# 月亮 (游戏)
《月亮》是Love-de-Lic开发，ASCII于1997年发行的角色扮演游戏。

## 故事情节
游戏的主人公是一个小男孩，在游戏开始的一幕中，他正在自己的游戏机上玩一个名为《Moon》（又名“Fake Moon”）的新游戏。(值得一提的是，小男孩的游戏机品牌叫“Gamestation”) 因此，在游戏的大约前30分钟里，玩家就要以小男孩的身份操控这个“游戏中的游戏”的主人公来进行游戏。这个“游戏中的游戏”是一个模仿《勇者斗恶龙》的16bit风格 JRPG ；游戏的剧情发生在一片名为 Love-De-Gard 的大陆上，故事也照搬“勇者屠龙”老套路 —— Aphrodite 女王被名叫 Dragon 的坏人绑架到了月球上，然后出现了英雄领导人民进行抵抗，目标是摧毁坏人的基地，救出女王。
正当男孩玩性正酣时，被妈妈命令上床睡觉了。待男孩入睡后，已经关闭的电视机突然自己又启动了，将男孩吸入了一个名为“月亮”的世界，在这个世界里，也有一片名为 Love-De-Gard 的大陆，那里上演着和游戏机中同样的故事情节。至此，属于小男孩与玩家的历险才真正开始。

### 游戏设定
游戏的画面采用了2D手绘风格，为玩家展现了一个生动、古怪但令人印象深刻的广袤世界。各种人物造型和整体画面说带来的氛围都令人感觉非常独特，有一种童话的感觉。另外，游戏的配乐也很出色，系多位日本音乐家合力创作，其中的多首曲目至今广为流传。

## 游戏性
游戏中的时间会依据现实生活中的时间一起流逝，比如生活中的星期日就是游戏中的星期日，以此类推。游戏中的 NPC 们有着自己的作息时间表，玩家想要完成某些任务也需要遵循日期。同时，主角小孩男有体力槽限制，需要定期进行休息。
与传统的“英雄打怪练级”的传统 RPG不同，在本作的世界里，传统的“英雄”变成了一个被大家讨厌的人物，因为他随意侵入民宅搜刮财物，同时还不问青红皂白地滥杀无辜，俨然就是一个行为乖张诡异，残暴自私的坏蛋。为此，我们扮演的主角也并非持剑去四处战斗，而是需要四处去修补英雄留下来的各种烂摊子。比如，通过解决那些被英雄骚扰过的居民们的各类苦恼，以此来安抚他们的情绪并恢复城镇的秩序；还要去收集那些被英雄杀死的怪物们的灵魂，并将这些灵魂送向月球，让它们得以安息。凡此种种，通过这些善行来换取游戏中最重要的资源：“爱”。随着主角所收集的“爱”越来越多，主角的能力也会随之提升。
本作的配乐是一大亮点，在游戏过程中，玩家通过一些途径来收集并改变背景音乐。

## 游戏开发
《Moon》 由 Love-de-Lic 公司开发, 该公司由前多名前史克威尔员工组成。不过该公司并没有坚持太久（1995-2000），在有限的生涯内，该公司只制作了3款游戏，而《Moon》是他们的处女作。
- 游戏导演：Kenichi Nishi，辅助他工作的还有 Yoshiro Kimura 和 Taro Kudo。
- 游戏的故事背景和地图设计： Akira Ueda
- 游戏角色设计：Kazuyuki Kurashima